# Susan Lokayo Ejore
Susan Lokayo Ejore (* 9. November 1995 in Nakuru) ist eine kenianische Mittelstreckenläuferin, die sich auf den 1500-Meter-Lauf spezialisiert hat.

## Sportliche Laufbahn
Erste internationale Erfahrungen sammelte Susan Lokayo Ejore, die ein Studium an der University of Oregon in den Vereinigten Staaten absolvierte und 2018 und 2019 NCAA-Hallenmeisterin in der Langdistanzstaffel wurde, bei den Olympischen Sommerspielen 2024 in Paris, bei denen sie in 3:56,07 min im Finale den sechsten Platz im 1500-Meter-Lauf belegte. Im Jahr darauf belegte sie bei den Hallenweltmeisterschaften in Nanjing in 4:03,89 min den fünften Platz.

## Persönliche Bestzeiten
- 800 Meter: 1:57,12 min, 28. August 2024 in Stettin
- 1500 Meter: 3:56,07 min, 10. August 2024 in Paris
  - 1500 Meter (Halle): 4:02,11 min, 2. März 2025 in Boston
- Meile: 4:32,33 min, 2. Juni 2022 in St. Louis
  - Meile (Halle): 4:20,61 min, 11. Februar 2024 in New York (kenianischer Rekord)
- 3000 Meter: 8:55,25 min, 29. Juli 2022 in Memphis
- 5000 Meter: 14:55,35 min, 23. Februar 2024 in Seattle